# Jeroen Bosch College
Het Jeroen Bosch College (JBC) was een scholengemeenschap voor voortgezet onderwijs in de Nederlandse stad 's-Hertogenbosch. Op het Jeroen Bosch College werd lesgegeven aan zo'n 1000 leerlingen op vwo, havo en vmbo-t niveau. De school bood tevens Technasium en Tweetalig onderwijs aan op havo- en vwo-niveau. Op de mavo was er het vak Technologie en Toepassing. De scholengemeenschap was gevestigd in 's-Hertogenbosch-Noord aan de Rompertsebaan in de wijk De Slagen. Het JBC was onderdeel van de vereniging Ons Middelbaar Onderwijs (OMO).

## Geschiedenis
Het Jeroen Bosch College was van oorsprong een rooms-katholieke school. In 1918 werd het Sint-Janslyceum gevormd door een fusie tussen het oude Sint-Janslyceum (jongensschool) en het Marialyceum (meisjesschool). In 1973, na een fusie met de Ignatiusmavo, splitste het oude Marialyceum hier weer af van het Sint-Janslyceum om als het zelfstandige Jeroen Bosch College de deuren te openen. De school was vernoemd naar Jheronimus Bosch, een beroemde Bossche schilder uit de 15e eeuw.
In 1974 werd het nieuwe pand aan de Rompertsebaan betrokken. In 1994 werd dit schoolgebouw uitgebreid door de bouw van het technieklokaal en in 1999 volgende een uitgebreide interne verbouwing om het open leercentrum te realiseren. Sinds 2012 beschikte het Jeroen Bosch ook over een aparte ruimte voor het technasium.
Het Jeroen Bosch College hield per ingang van schooljaar 2022-2023 op te bestaan. De leerlingen van de school gingen over naar het Rodenborch-College.

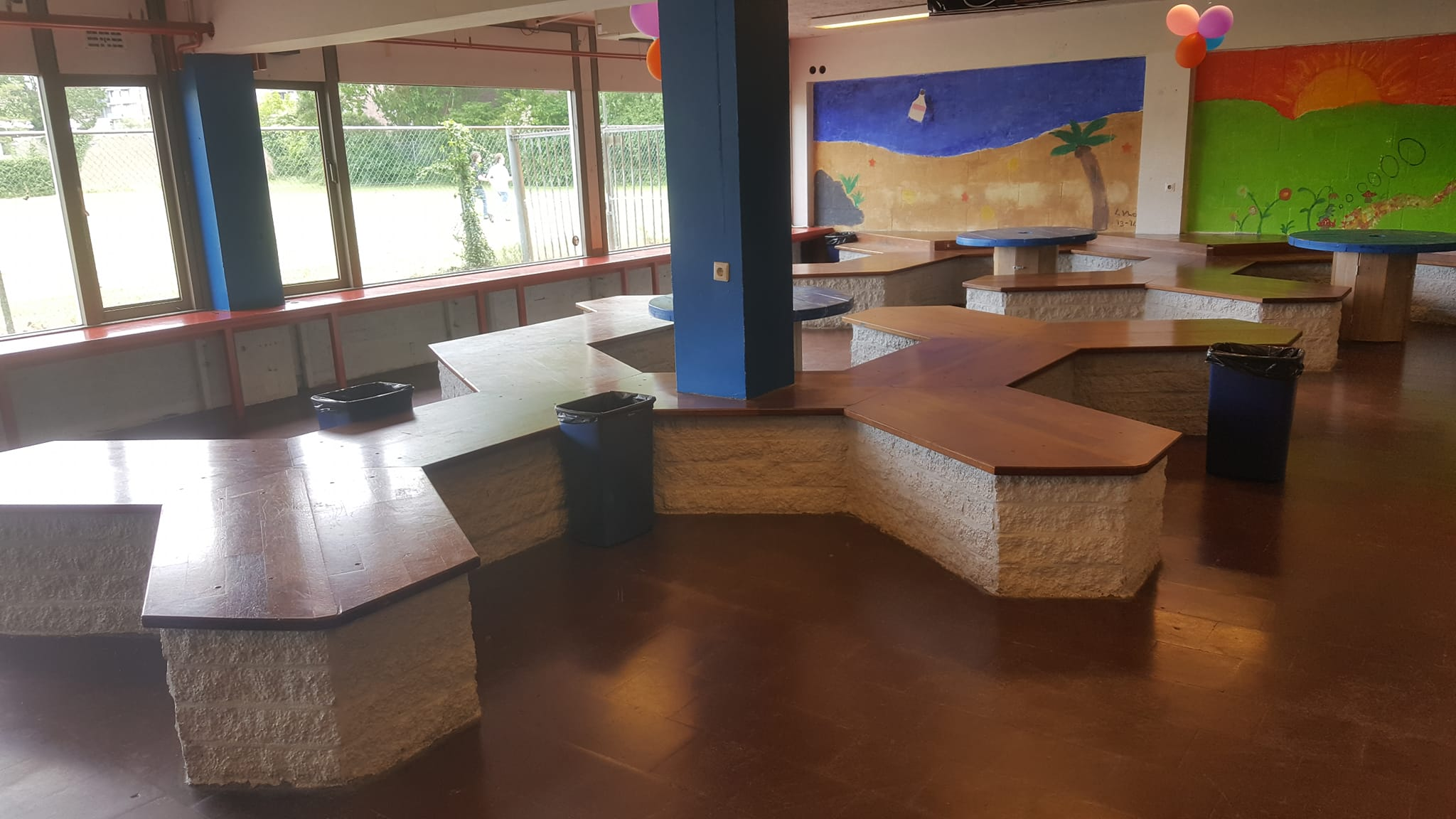
De kantine
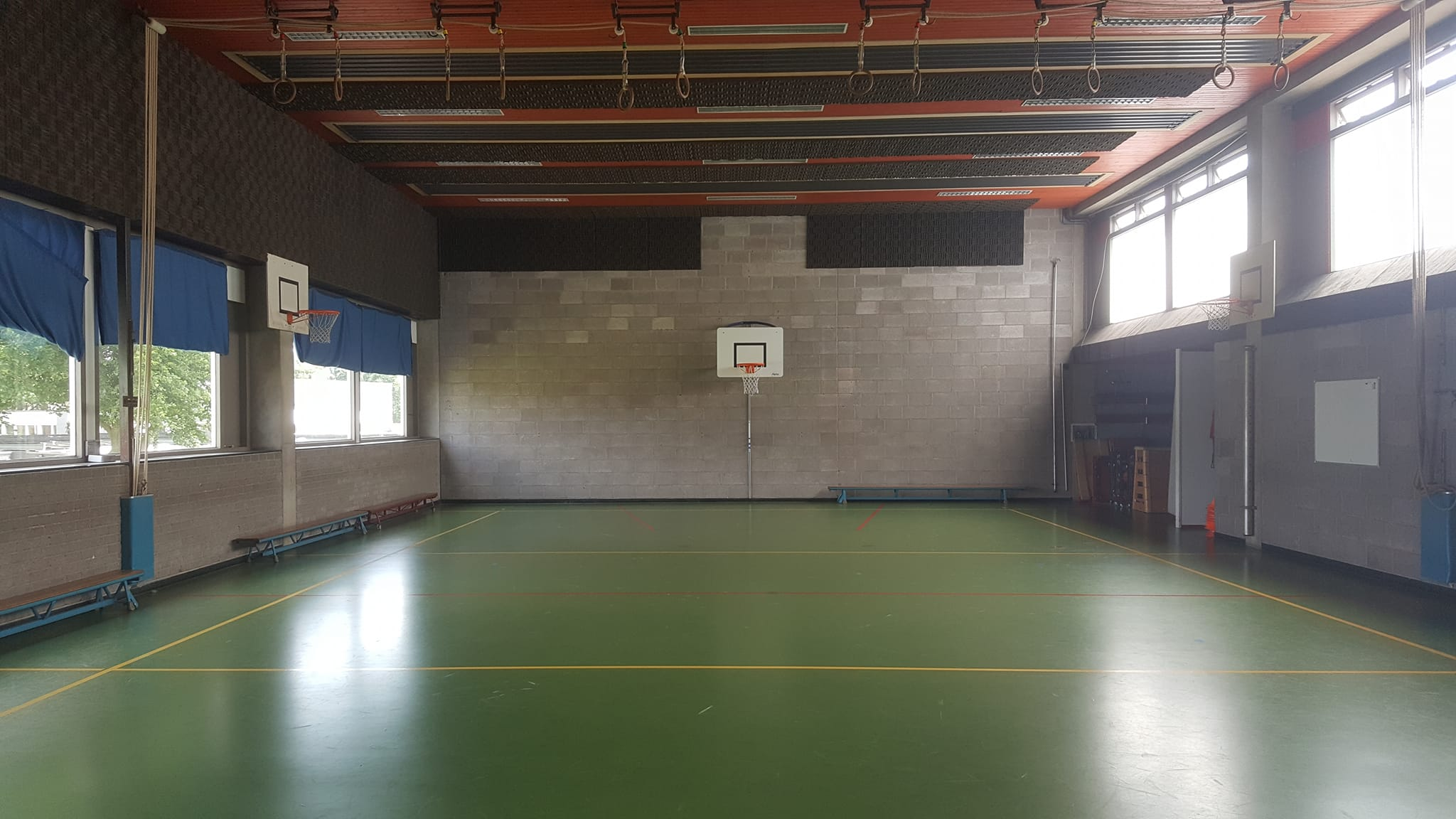
Één van de gymzalen
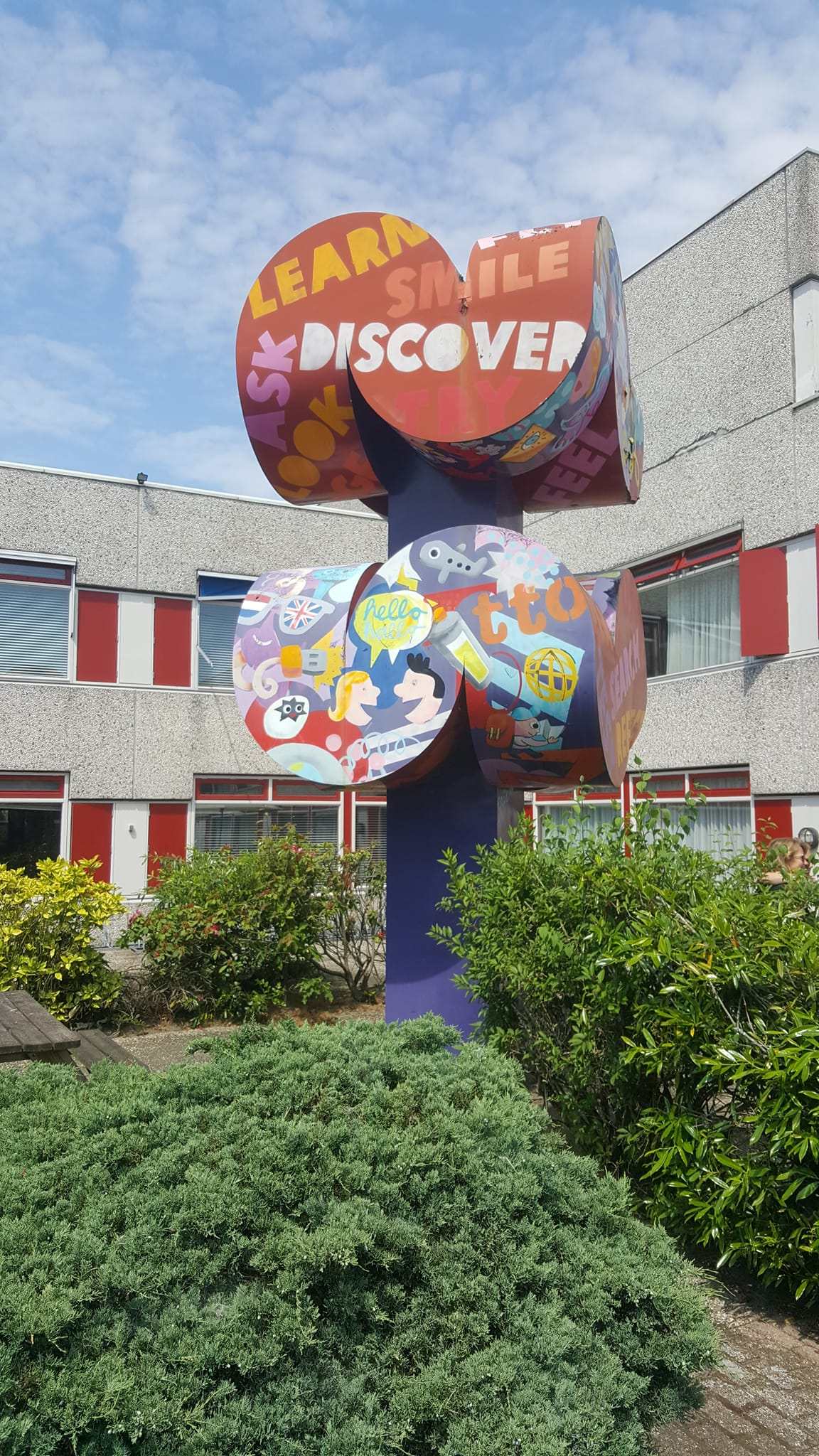
Kunstwerk voor de school
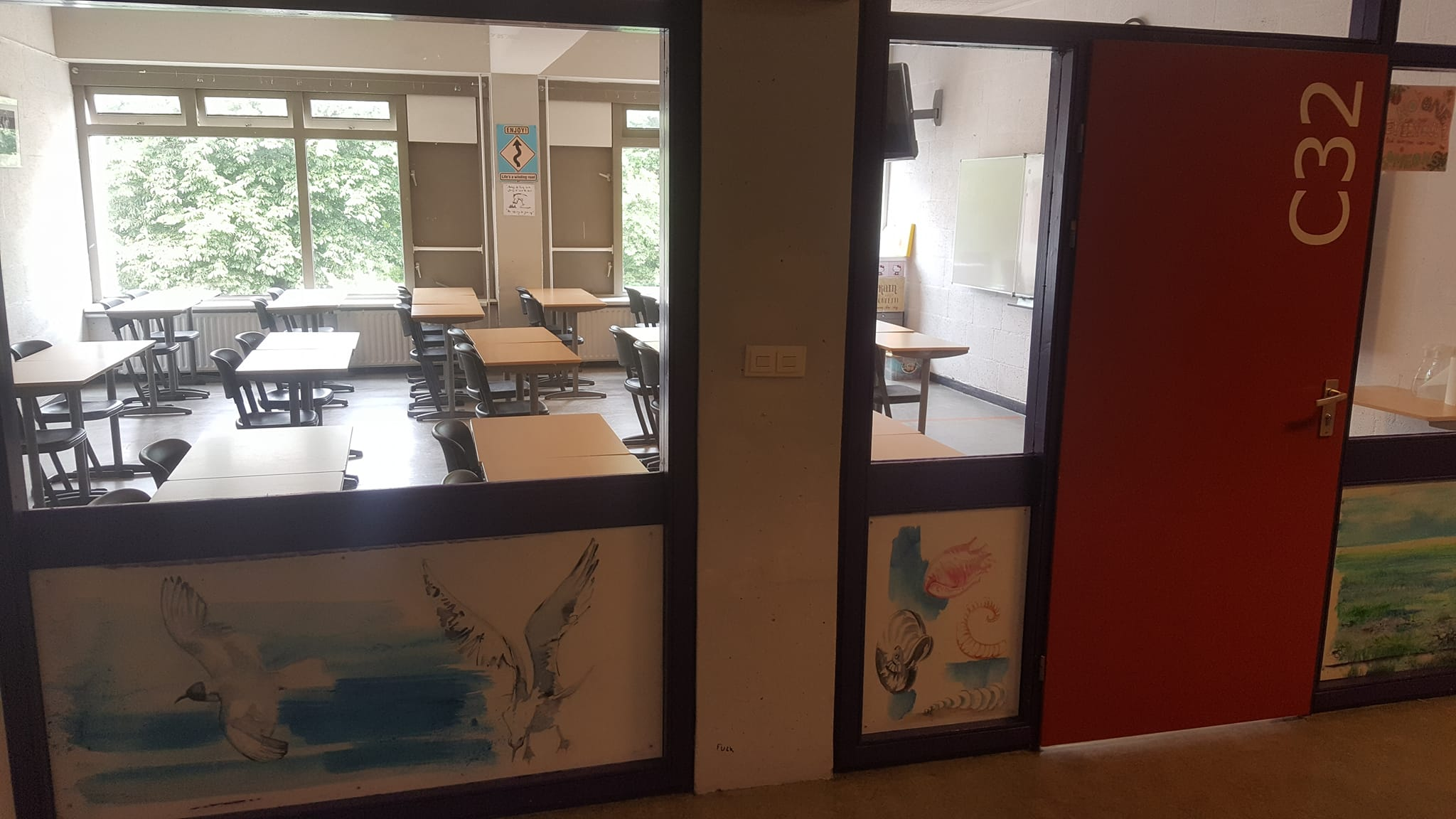
Één van de lokalen
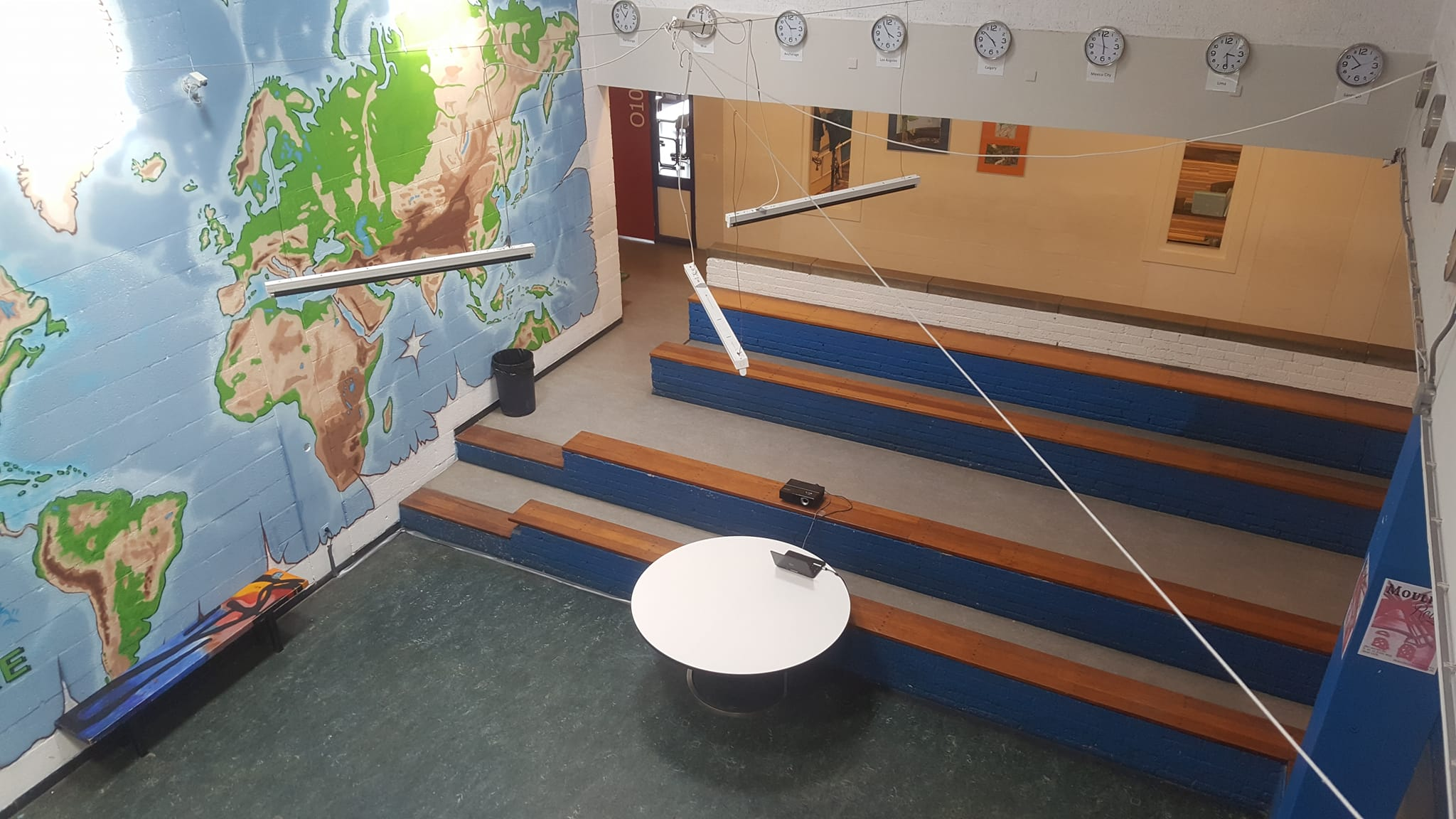
Pauzeruimte brugklassers

## Extra
Comedian, onder andere één van de Sluipschutters, Jochen Otten gaf ooit Nederlandse les op het Jeroen Bosch College.